# Grigorij Lapčenko
Grigorij Ignat'evič Lapčenko (in russo Григорий Игнатьевич Лапченко?; in ucraino Григорій Гнатович Лапченко?, Hryhorij Hnatovyč Lapčenko; Valjava, 21 gennaio 1801 – Daugavpils o San Pietroburgo, 28 marzo 1876) è stato un pittore ucraino.
Grigorij Làpčenko fu un pittore storico, ritrattista, e accademico presso l'Accademia Russa di Belle Arti (1842). Sposò la modella italiana Vittoria Caldoni, con la quale si stabilì in Russia. Nel mezzo della sua vita, divenne cieco. A causa di vari eventi la sua eredità pittorica è andata perduta. Secondo Magdalina Michajlovna Rakova, egli dimostrò che la sua pittura può collegare il classicismo e il naturalismo, che è un segno distintivo degli anni 1840 con il suo accademismo e il romanticismo.

## Biografia
Egli nacque nel villaggio di Valjava, appartenente al Governatorato di Kiev dell'Impero russo (oggi parte integrante dell'oblast' di Čerkasy, Ucraina). Ci sono solo informazioni disparate sulla vita e la carriera di Grigorij Lapčenko. La maggior parte è contenuta nella corrispondenza di Aleksandr Ivanov e in un fascicolo dell'Accademia delle belle arti Russa. Per circa un secolo si credette ad una versione della letteratura artistica secondo la quale Lapčenko era indicato come il servo del conte Michail Semënovič Voroncov. Nel XX secolo però fu scoperta la sua autobiografia che proveniva dalle risposte a un modulo di indagine del 1869 destinato a preparare l'annuario dell'accademia. Da questi documenti risulta che Grigorij Lapčenko era il figlio del cosacco Ignatia Vassilevič Lapa e di Irina Ivanovna Petrenko (o Petručenko). Suo padre era anche sacrestano nella chiesa del suo villaggio natale Valiava nella regione dell'oblast' di Čerkasy (attuale Ucraina). Secondo la storica Rita Giuliani dell'Università di Roma “La Sapienza", Lo status di cosacco non escludeva quello di servo, almeno ai tempi di Caterina II; ed è anche menzionato come "servo" nel repertorio dell'Accademia di Belle Arti dell'anno 1879.

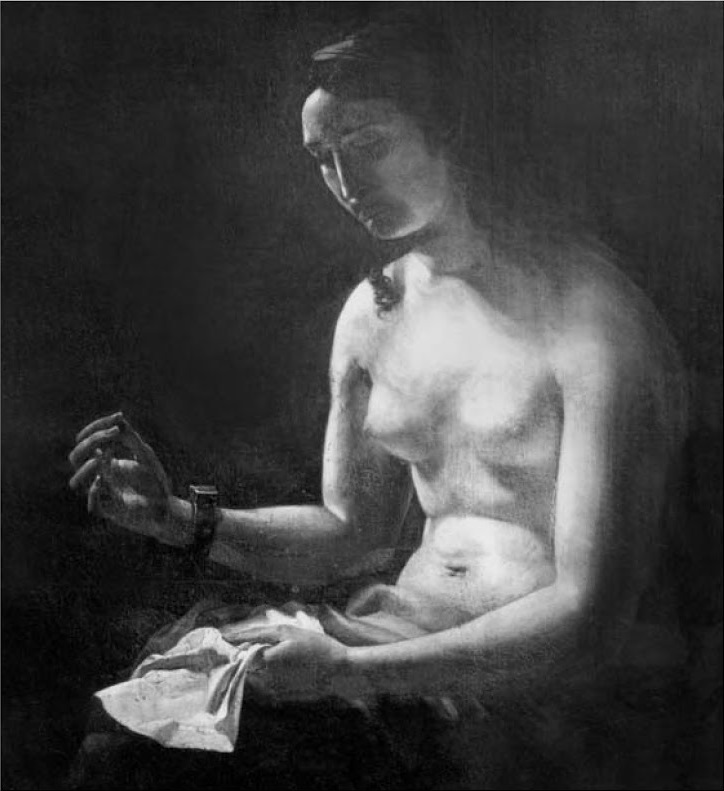
Filomena in prigione, che ricama sulla tela ciò che le è successo. Verso il 1830. Fino al 1941, si trovava nel Palazzo Alupka e nel Parco Museo-Riserva

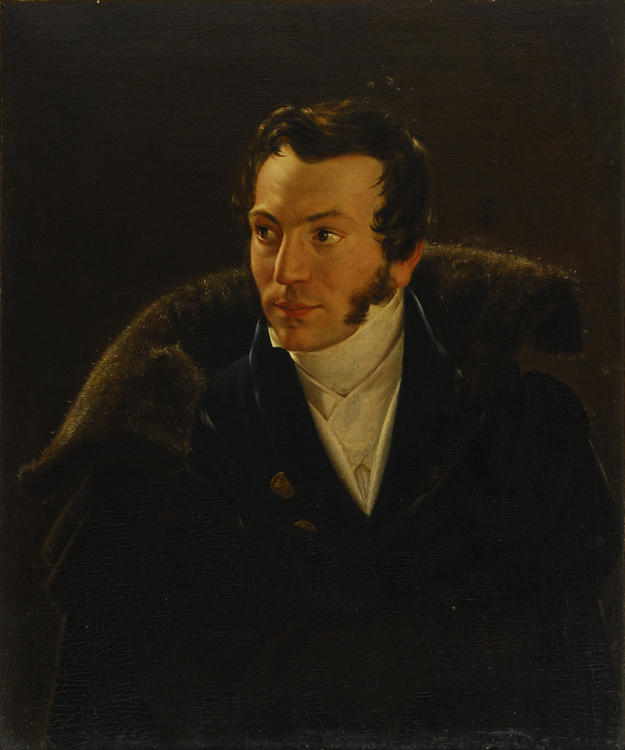
Ritratto dello storico Ivan Kaidanov. Tela, olio. 68 × 58 cm Museo d'arte regionale statale di Rjazan'. Tra il 1823 e il 1829.

Dall'età di undici anni Grigorij studiò a Korsun'-Ševčenkivs'kyj con un artista dilettante, poi a Bila Cerkva con Nikitin, ex insegnante del principe Grigorij Potëmkin. Il talento del giovane pittore venne notato dal conte Michail Voroncov e, grazie alla sua intercessione e al suo sostegno, negli anni dal 1822 al 1829 Lapčenko poté studiare all'Accademia Russa di Belle Arti nella classe di Andrej Ivanovič Ivanov (padre di Aleksandr Ivanov). Il conte Voroncov, suo mecenate, gli permise di aprire uno studio nella sua casa, un posto perfetto dove esercitarsi nella pittura quando non aveva lezione. Per il suo talento nel 1825 ottenne la medaglia d'argento di seconda classe e nel 1829 una medaglia d'oro consegnatagli dalla Società Imperiale per l'Incoraggiamento delle Belle Arti. Nel 1830 si recò a Roma in Italia (il suo soggiorno venne pagato per metà dal conte M. Voroncov e per metà dalla Società per l'incoraggiamento delle belle arti) e fu lì che poté realizzare copie di opere di maestri italiani. A quel tempo alcune delle sue opere erano conservate a Odessa nel vecchio palazzo Voroncov, almeno fino al 1941. Tra le opere commissionate da Michail Voroncov c'è Filomena che ricama in prigione.

### Roma eSusanna e i vecchioni
A Roma, Aleksandr Ivanov e Grigorij Lapčenko affittarono due studi vicini situati in Via Sistina sulla collina del Pincio, dove si stabilivano gli artisti stranieri. I pittori russi comunicavano da vicino, discutevano e si consigliavano a vicenda per il lavoro e si sostenevano nei momenti di difficoltà. Nel 1831 andarono ad Albano Laziale, dove affittarono una stanza presso la famiglia Caldoni, la cui figlia maggiore, Vittoria Caldoni, era una famosa modella. Ivanov e Lapčenko trovarono rapidamente un'intesa con Vittoria Caldoni. Non sappiamo esattamente quando si siano conosciuti; ma nelle lettere di Ivanov alle sue sorelle nell'estate del 1831, viene menzionata più volte Vittoria e ciò di cui avevano parlato in occasione del loro incontro.

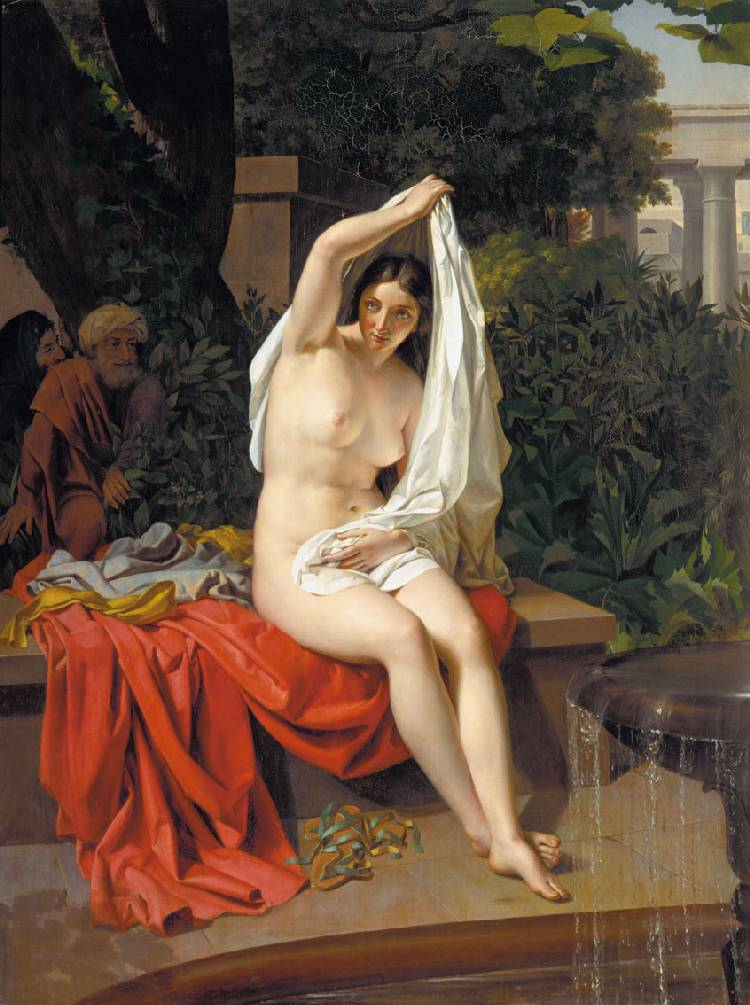
Susanna e i vecchioni. Olio su tela. 200 × 149, Museo russo, 1831

Dopo l'estate del 1831 ad Albano Laziale, Aleksandr Ivanov fece un viaggio in Italia mentre Lapčenko rimase ad Albano. Egli aveva in mente un progetto per un dipinto sul tema accademico tradizionale di Susanna e i vecchioni, che era molto popolare nella cultura russa.  Per la realizzazione di questo dipinto, Vittoria Caldoni accettò di posare nuda per Lapčenko. Il 10 ottobre 1831 il dipinto era terminato; la tela venne inviata a San Pietroburgo e venne esposta alla grande mostra dell'Accademia, aperta nell'ottobre 1833. La composizione del dipinto seguiva rigorosamente i canoni accademici, ed è qui che emerge la statura scultorea di Susanna; il pittore si concede un certo erotismo, accettato nell'arte russa dell'epoca. Allo stesso tempo, la posa della modella manca di un po' di naturalezza e le piante che formano lo sfondo sembrano forgiate nel metallo. All'insegnante di Lapčenko, Andrej Ivanov, non piacque questo dipinto; scrisse a suo figlio Aleksandr che Lapčenko non presentava in questo modo la biblica Susanna al pubblico, ma alcune immagini collocate in una posizione che seduce lo spettatore.
Andrej Ivanov, seppur condannando la composizione Susanna e i vecchioni da un punto di vista morale, fece nel dipinto alcune interessanti scoperte artistiche: principalmente il contrasto tra la parte ombreggiata della tela e l'indumento bianco che indossa Susanna, nonché la transizione tra questo bianco e la carnagione del corpo nudo. Il critico М. Rakova nota che la posa della modella e la sua plasticità danno l'impressione che il corpo sia realizzato in legno lucido. Al contrario, Jakovleva apprezza il perfetto ensemble formato dall'opera finita di Lapčenko e in particolare la stretta connessione tra la tela e i sentimenti dell'artista per la sua modella. Questo è la ragione che lo ha indotto a scegliere per Vittoria la posa più opportuna, senza pensare all'argomento stesso dell'opera. L'imperatore Nicola I, dopo aver visitato la mostra, ordinò tuttavia di spostare la tela in un'altra stanza per non creare emozioni inopportune nel pubblico.

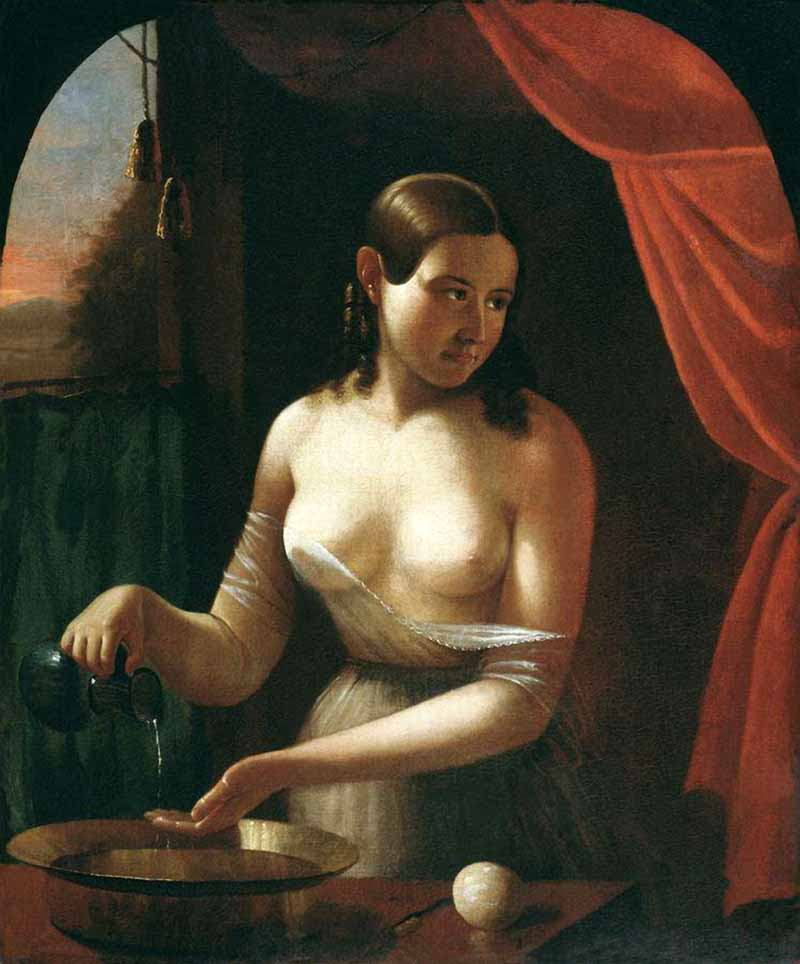
Mattino, olio su tela, 98 × 65. Museo delle Belle Arti di Charkiv, 1830 (?)

Nelle lettere di Aleksaner Ivanov dell'anno 1833, si fa menzione di un ritratto separato di Vittoria di Lapčenko. È possibile che sia stato preservato, ma non è certo.
La piccola tela intitolata Mattino ricorda il Mattino italiano di Karl Brjullov, che utilizza anche soluzioni tecniche come la tinta metallica dei dipinti tipici di Lapčenko. Nei moduli di inventario compilati da Lapčenko, non si fa menzione di questa tela, sulla quale appare comunque la sua firma. Rita Giuliani sostiene che il nome Toelette Mattutina sarebbe stato più adatto per questo dipinto che rappresenta una ragazza seminuda, di tipo mediterraneo davanti ad un bacile; inoltre la modella non assomiglia a Vittoria Caldoni. R. Giuliani fa risalire questo dipinto al 1831. Ma secondo lei, questo non è il ritratto di Vittoria di cui parla Ivanov nella sua corrispondenza.
Nella primavera del 1834, Aleksandr Ivanov scrisse a Lapčenko che intendeva dipingere Vittoria come Nostra Signora degli Afflitti. Nella stessa lettera viene menzionato per la prima volta il rapporto tra la modella Vittoria Caldoni e l'artista Lapčenko, che ovviamente si è trasformato in un legame più stretto di prima. Ivanov scrisse: "Se mi avessi detto chiaramente che era la tua promessa sposa, avrei avuto un profondo rispetto per lei come per te". Queste relazioni suscitarono scalpore nella comunità artistica di Roma perché fino ad allora Vittoria non aveva mai incontrato le speranze d'amore di altri artisti. Ivanov era anche preoccupato perché temeva che il suo amico Lapčenko avrebbe rinunciato alla professione di artista per quella donna.
Fu in questo periodo che si manifestò la malattia di Lapčenko, che apparentemente era una distrofia della retina. La sua vista si indebolì notevolmente e questo influì sulla qualità del suo lavoro di pittore, che tuttavia non si fermò. Per aiutare il suo amico, Aleksandr Ivanov lo portò da un medico specialista a Napoli. Questa situazione causò delle lungaggini nella realizzazione del dipinto Ritratto di una contadina romana che rappresenta una donna con un cesto di pane e per il quale sembra che Vittoria fosse la modella. Alla fine il dipinto fu presentato così com'era all'imperatore Alessandro II durante la sua visita a Roma nel 1839. Sebbene si sappia che il dipinto venne acquistato a un prezzo elevato, non ne è mai stata trovata alcuna traccia. Tra gli altri committenti, di cui lo stesso Lapčenko ha indicato, troviamo: l'ambasciata russa a Roma, il principe Gagarin e persino l'ambasciata russa a Londra.
I matrimoni tra modelle italiane e artisti russi non erano rari in quel periodo, ma richiedevano un cambio di confessione religiosa: Orest Kiprenskij, per sposare Anna Maria Falcucci, fu costretto a convertirsi al cattolicesimo, poiché i matrimoni tra cristiani ortodossi e cattolici erano vietati nello Stato Pontificio. La questione nel caso della coppia Lapčenko-Caldoni rimane insoluta. In un questionario sulla sua biografia, completato nel 1869, Lapčenko afferma di essersi sposato 29 settembre 1839 mentre né lui (ortodosso) né Vittoria (cattolica) avevano cambiato confessione religiosa. Gold, nella sua tesi, scrive, al contrario, che Vittoria Caldoni è diventata ortodossa. Il luogo del loro matrimonio rimane sconosciuto, ma non ebbe luogo ad Albano Laziale, poiché non vi sono informazioni nel registro parrocchiale della città riguardo alla cerimonia. Esiste anche una versione che afferma che si sarebbero sposati segretamente in Italia (probabilmente in una chiesa russa vicino all'ambasciata), avrebbero poi regolarizzato la loro relazione in Russia dove non era necessaria un'autorizzazione per le unioni tra cattolici e ortodossi e dove questo tipo di problema veniva risolto direttamente dallo stesso sacerdote ortodosso.
Durante gli ultimi anni trascorsi a Roma, Lapčenko conobbe il suo connazionale Nikolaj Gogol'. Rita Giuliani sviluppa il ruolo giocato da Vittoria Caldoni nella formazione delle immagini del romanzo gogoliano L'Annunziata, successivamente trasposto nel romanzo intitolato Roma. Tuttavia, questo approccio non è venuto dalla comunicazione personale con Vittoria, bensì dai dipinti realizzati dai pittori tedeschi nei quali lei fu la modella, in particolare quelli di Franz Ludwig Catel. Diversi altri ritratti grafici sono stati trovati nella collezione del Museo dell'Ermitage negli anni '90. Sono conservati nell'album di Vasilij Žukovskij e potrebbero essere stati acquisiti da quest'ultimo durante i suoi soggiorni in Italia nel 1833 o dal 1838 al 1839.

### Ritorno in Russia e ultimi anni
Nella primavera del 1839, la coppia Lapčenko era già in Russia. Il pittore trasferì la proprietà terriera a sua moglie in modo che avesse un capitale sufficiente. Prima di andarsene, comprò un altro vigneto con un prestito della sorella di Vittoria, Clementina. Incaricò Aleksandr Ivanov di gestire i suoi beni immobili e i suoi debiti in Italia e gli chiese di gestire la corrispondenza in italiano in modo che Vittoria potesse seguire autonomamente i suoi affari anche dalla Russia, senza bisogno di traduttori. Le lettere di Ivanov sono in effetti le principali fonti di informazione sulla vita della coppia Làpčenko in Russia.

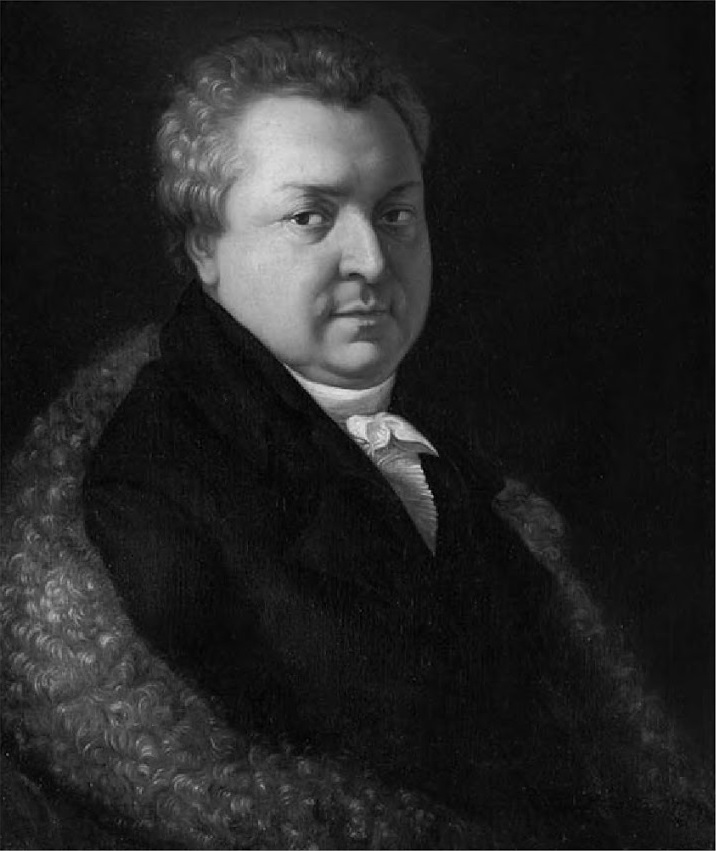
Ritratto di uomo (conte Dmitrij Petrovič Buturlin?). Olio su tela. 68 × 57 cm. Dopo il 1842. Palazzo Alupka e nel Parco Museo-Riserva

Nel 1841 (o forse nel 1843), nacque l'unico figlio della coppia: Sergej. Durante gli anni che seguirono nel 1841-1842, Lapčenko si trovò in una situazione finanziaria difficile e si ammalò. Fece richiesta per il titolo di accademico a San Pietroburgo riguardo al suo lavoro sul dipinto Susanna e i vecchioni, e l'ottenne. La tela fu acquistata dall'Accademia ed è esposta nel suo museo. La situazione finanziaria dei coniugi Lapčenko migliorò gradualmente nel corso degli anni 1840. Nello stesso periodo vi furono spostamenti da una città all'altra; Kestner afferma che questi viaggi iniziarono da Tallinn. Nel catalogo del Museo russo l'autore afferma che Lapčenko ottenne un lavoro nel villaggio di Mochny (Oblast' di Čerkasy), e successivamente a Čerkasy. Dopo la morte di Aleksandr Ivanov nel 1858, le fonti disponibili per studiare la vita di Lapčenko sono notevolmente ridotte. Il pittore cercò ancora di dipingere, ma la sua scarsa vista non gli permise di affrontare le difficoltà tecniche della pittura. Nel 1866 Lapčenko era a Mazyr e mandò la tela della Resurrezione di Cristo all'Accademia con l'intenzione di presentarla all'imperatore. Il Consiglio dell'Accademia considerò inappropriata questa intenzione. Il dipinto è incluso nell'inventario dei beni della chiesa di Mochné nel 1925, poi se ne persero le tracce.

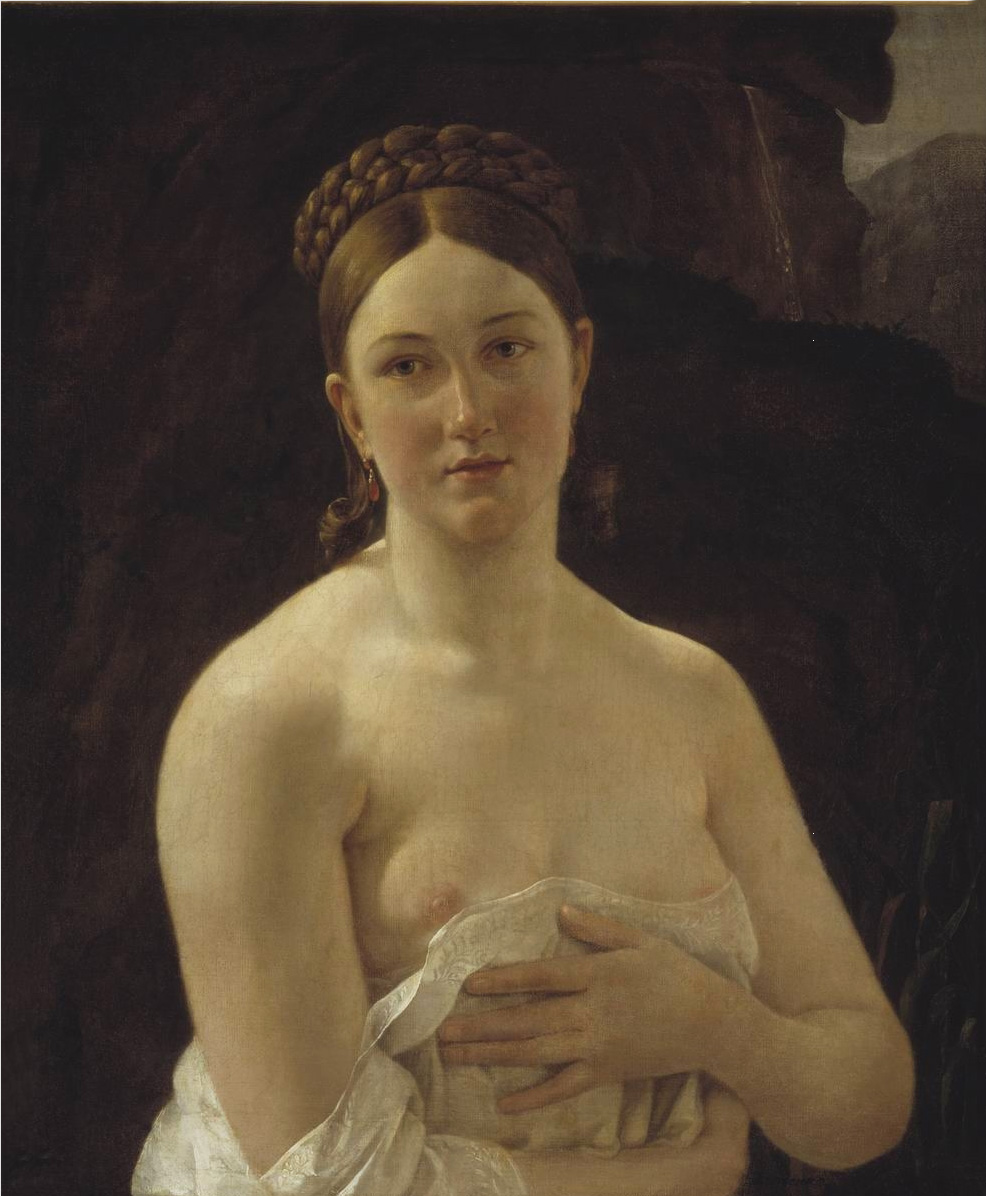
La Bagnante. Olio su tela. 71 × 58. Galleria Tretijakov. Primi anni 1830 (?)

Uno dei pochi dipinti del pittore che si è conservato (e l'unico conservato nella Galleria Tret'jakov) è La Bagnante. Secondo l'opinione dei ricercatori ucraini Zatenatski e Ruban, questo dipinto fu realizzato da Lapčenko nel 1840 dopo il suo ritorno dall'Italia, quando si stabilì nella "Piccola Russia". Ma secondo gli autori del catalogo della galleria Tret'jakov è più probabile che sia attribuito al periodo italiano, dati i suoi problemi di vista. Il dipinto mostra infatti un alto livello tecnico di esecuzione e l'arte di lavorare con una modella nuda. Nei cataloghi non si trova la data di realizzazione. Pavel Tret'jakov lo acquistò nel 1876 da Aleksandr Beggrov a San Pietroburgo.
Nel 1868 la coppia si trasferì a Daugavpils, dove il figlio Sergej insegnava in un Ginnasio. Da quel momento in poi, la coppia dipese completamente dal figlio Sergei. Nel 1866 nacque un nipote con il nome di Platone. Nel 1871 la famiglia si trasferì a San Pietroburgo. Al termine della sua vita Grigorij Lapčenko ottenne il titolo di artista di classe che gli consentì di accedere al titolo civile di consigliere titolare della Classe IX della Tavola dei ranghi. Grigorij Lapčenko morì il 28 marzo 1876 ed è sepolto nel cimitero della Trasfigurazione di San Pietroburgo.